# 耀萊集團

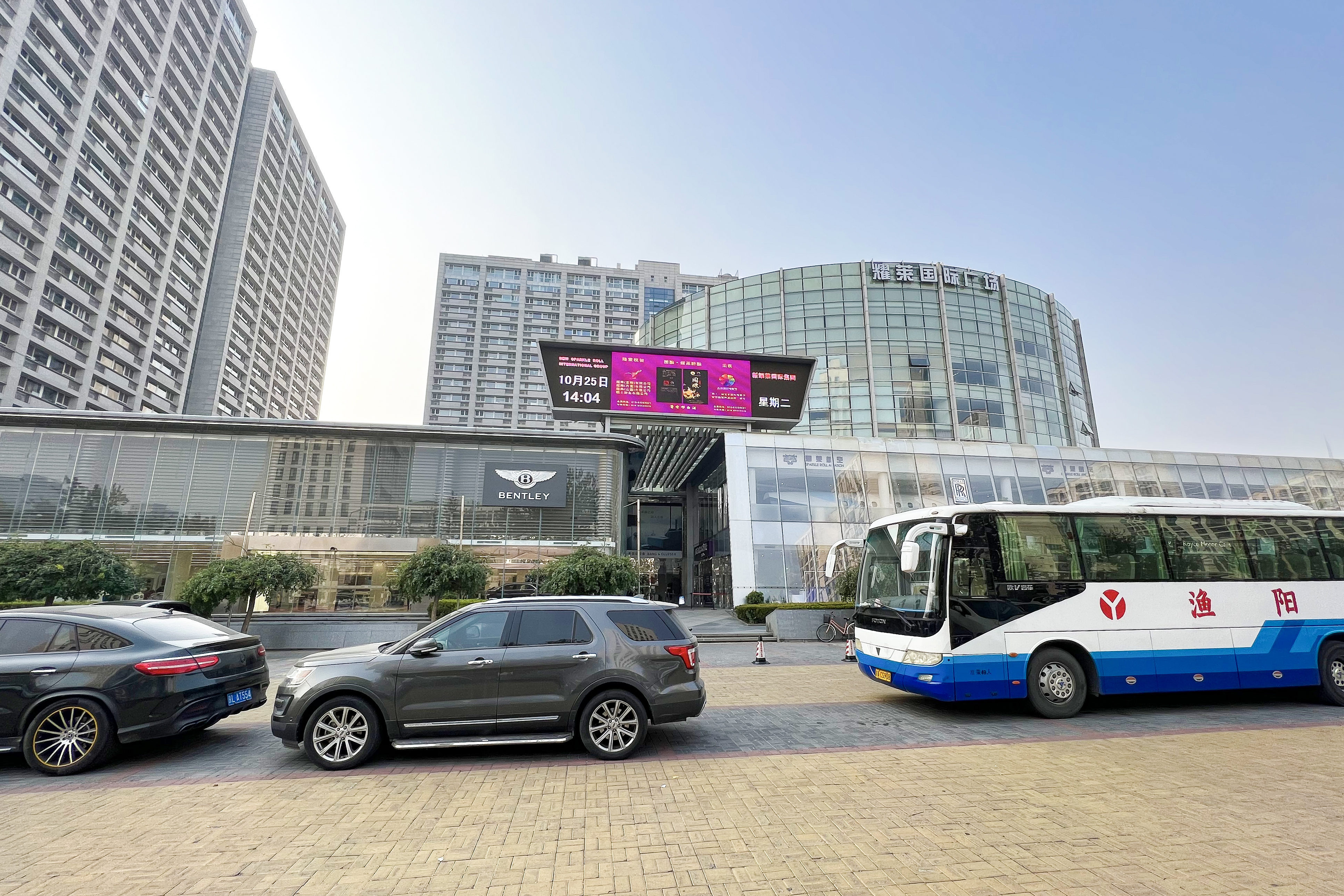
耀莱国际广场（北京市朝阳区幸福二村40号）

耀萊集團有限公司，簡稱耀萊集團（英語：Sparkle Roll Group Limited，港交所：970），在2008年9月24日，從玉皇朝集團有限公司換取上市而來。
在2021年11月1日，公司已更名為新耀萊國際集團有限公司，簡稱新耀萊（英語：New Sparkle Roll International Group Limited）。
現時主要在中國內地經營及銷售奢侈品，包括豪華轎車、名貴品牌腕錶、頂級珠寶、極品紅酒，以及其他奢侈品。現時由唐啟立（黃振隆妹夫）主理。該公司總部位於香港灣仔港灣道30號新鴻基中心20樓2028-36室。

## 連結
- HK970.com （页面存档备份，存于）